# Baer
Baer ist ein Dorf und eine Aldeia im Südwesten von Osttimor. Es befindet sich im Suco Beiseuc (Verwaltungsamt Tilomar, Gemeinde Cova Lima).
Baer ist ein typisches Straßendorf an der Verbindung zwischen den Orten Tilomar und Fohoren. Es liegt im Norden von Beiseuc, westlich der Mündung des Kalao in den Maubui zwischen den beiden Flüssen. Der Mabui fließt weiter östlich in den Tafara. Auf der anderen Seite des Maubui liegt bereits der Nachbarsuco Fohoren (Verwaltungsamt Fohorem), den man über eine Brücke erreichen kann. Sie wurde am 8. November 2012 von Verkehrsminister Gastão Sousa eingeweiht und hat eine Länge von 120 Metern und eine Breite von 8 Metern. Nahe der Brücke befindet sich am Ufer des Maubui die Kapelle des Ortes.
Zu der Aldeia Baer gehören 182 Personen.